# Filmfare Award de la meilleure actrice en kannada
Le prix Filmfare de la meilleure actrice en kannada est une récompense attribuée depuis 1972 par le magazine indien Filmfare dans le cadre des Filmfare Awards South annuels pour les films en kannada (Sandalwood).

## Nominations et Lauréats

### Années 1970
- 1972 : Kalpana - Yaava Janmada Maitri [1]
- 1973 : Jayanthi - Edakallu Guddada Mele dans le rôle de Madhavi [1]
- 1974 : Aarathi - Upasane dans le rôle de Sharada [1]
- 1975 : Aarathi - Shubhamangala dans le rôle de Hema [1]
- 1976 : Jayanthi - Tulasi dans le rôle de Thulasi [1]
- 1977 : Manjula - Deepa [1]
- 1978 : Shobha - Aparichita [1]
- 1979 : Aarathi - Dharmasere dans le rôle de Thunga [1]

### Années 1980
- 1980 : Ashwini - Savithri dans le rôle de Savithri [1]
- 1981 : Aarathi - Ranganayaki dans le rôle de Ranganayaki et Mala [1]
- 1982 : Saritha - Hosa Belaku dans le rôle de Vathsala [1]
- 1983 : Suhasini - Benkiyalli Aralida Hoovu dans le rôle de Kamala [2]
- 1984 : Suhasini - Bandhana dans le rôle de Dr. Nandini [2]
- 1985 : Saritha - Mugila Mallige dans le rôle de Kamala
- 1986 : Saritha - Mouna Geethe [3]
- 1987 : Geetha - Shruthi Seridaaga [4],[5]
- 1988 : Suhasini - Suprabhatha dans le rôle de Hema [6]
- 1989 : Saritha - Sankranthi dans le rôle de Banneri [7]

### Années 1990
- 1990 : Suhasini - Muthina Haara dans le rôle de Annapoorna
- 1991 : Malashri - Hrudaya Haadithu dans le rôle de Asha [8]
- 1992 : Sudha Rani - Mysooru Mallige dans le rôle de Padma
- 1993 : Lakshmi - Hoovu Hannu dans le rôle de Ramabai
- 1994 : Shruti - Hettha Karulu [9],[10]
- 1995 : Shruti - Aagatha [11]
- 1996 : Shilpa - Janumada Jodi dans le rôle de Kanaka [12]
- 1997 : Vijayalakshmi - Nagamandala dans le rôle de Rani [13],[14]
- 1998 : Jayamala - Thaayi Saheba dans le rôle de Thaayi Saheba [15]
- 1999 : Tara - Kanooru Heggadithi dans le rôle de Subbamma Heggadithi [16]

### Années 2000
- 2000 : Sudha Rani - Sparsha dans le rôle de Radha [17]
- 2001 : Prema - Kanasugara dans le rôle de Sangeetha [18]
- 2002 : Soundarya - Dweepa dans le rôle de Naagi [19]
- 2003 : Meena - Swathi Muthu dans le rôle de Lalitha
- 2004 : Soundarya - Apthamitra dans le rôle de Ganga
- 2005 : Vidya Venkatesh - Nenapirali dans le rôle de Indu [20]
- 2006 : Ramya - Tananam Tananamdans le rôle de Vanaja [21]
- 2007 : Rashmi - Duniya dans le rôle de Poornima

- 2008 : Radhika Pandit – Moggina Manasu dans le rôle de Chanchala 
  - Daisy Bopanna – Gaalipata dans le rôle de Soumya
  - Pooja Gandhi – Taj Mahal
  - Ramya – Mussanjemaatu dans le rôle de Tanu
  - Suhasi – Haage Summane dans le rôle de Khushi

- 2009 : Radhika Pandit – Love Guru (film indien) dans le rôle de Kushi [22]
  - Hariprriya – Kallara Santhe
  - Priyamani – Raam dans le rôle de Pooja
  - Priyanka Kothari – Raaj The Showman dans le rôle de Parvathy
  - Rekha – Parichaya

### Années 2010
- 2010 : Radhika Pandit – Krishnan Love Story dans le rôle de Geetha [22]
  - Aindrita Ray – Veera Parampare
  - Nayantara – Super dans le rôle de Indira
  - Nidhi Subbaiah – Pancharangi dans le rôle de Ambika
  - Ramya – Just Math Mathalli dans le rôle de Tanu

- 2011 : Ramya – Sanju Weds Geetha dans le rôle de Geetha [23]
  - Deepa Sannidhi – Paramathma dans le rôle de Deepa aka Thithi Vade
  - Nidhi Subbaiah – Krishnan Marriage Story dans le rôle de Khushi
  - Radhika Pandit – Hudugaru dans le rôle de Gayathri
  - Ragini Dwivedi – Kempe Gowda dans le rôle de Kavya

- 2012 : Priyamani - Chaarulatha dans le rôle de Chaaru et Latha  [24]
  - Pooja Gandhi – Dandupalya
  - Ramya – Sidlingu
  - Radhika Pandit – Addhuri
  - Pranitha Subhash – Bheema Theeradalli

- 2013 : Amulya - Shravani Subramanya [25]
  - Aindrita Ray - Bhajarangi
  - Meghana Gaonkar - Charminar
  - Rachita Ram - Bulbul
  - Shwetha Srivatsav - Simple Agi Ondh Love Story

- 2014 : Shwetha Srivatsav - Fair and Lovely [26]
  - Hariprriya - Ugramm
  - Kriti Kharbanda - Super Ranga
  - Radhika Pandit - Mr. and Mrs. Ramachari
  - Ragini Dwivedi - Ragini IPS

- 2015 : Parul Yadav - Aatagara [27]
  - Mayuri Kyatari – Krishna Leela
  - Nabha Natesh – Vajrakaya
  - Rachita Ram – Ranna
  - Shanvi Srivastava – Masterpiece

- 2016 : Shraddha Srinath – U Turn [28]
  - Sruthi Hariharan – Godhi Banna Sadharana Mykattu
  - Hariprriya – Neer Dose
  - Parul Yadav – Killing Veerappan
  - Shwetha Srivatsav – Kiragoorina Gayyaligalu